# باتريك أهيرن
باتريك أهيرن (بالإنجليزية: Patrick Ahern)‏ هو كاهن كاثوليكي أمريكي، ولد في 8 مارس 1919 في نيويورك في الولايات المتحدة، وتوفي بنفس المكان في 19 مارس 2011.